# Саид ибн Зейд
Са‘ид ибн Зейд аль-Кураши (араб. سَعِيد بن زَيْد‎; 593, Мекка — 673, Медина) — один из наиболее известных сподвижников пророка Мухаммеда. Входит в категорию сподвижников, состоящую из десяти человек, которых пророк Мухаммед обрадовал вестью о рае (ашара аль-мубашшира).

## Биография
Его полное имя: Са‘ид ибн Зейд ибн ‘Амр ибн Нуфайль ибн ‘Абд аль-‘Узза ибн Зиях ибн ‘Абдуллах ибн Курт ибн Ризах ибн ‘Ади ибн Ка‘б ибн Луай. Отцом Са‘ида был Зейд ибн ‘Амр, который был ханифом. Сам Саид ибн Зайд одним из первых принял ислам в 613 году, когда ему не было ещё и двадцати лет и участвовал в собраниях мусульман в доме аль-Аркама.
Был женат на сестре ‘Умара ибн аль-Хаттаба Фатиме. Во время чтения Корана Са‘идом и Фатимой их застал ‘Умар, после чего он сам принял ислам.
В первые годы зарождения Ислама мусульмане, в том числе и Са‘ид ибн Зейд, подверглись жестоким гонениям, в результате чего им пришлось переселиться в Медину.
Военная деятельность
Саид ибн Зейд участвовал во всех важных событиях. Он был участником почти всех сражений, за исключением битвы при Бадре. После смерти пророка Мухаммеда, Саид ибн Зейд участвовал в войнах Халифата против Ирана и Византии.
Политическая деятельность
После завоевания Дамаска, командующий армией мусульман Абу ‘Убайда назначил Саида наместником этого города.